# Władysław Łysenko
Władysław Witalijowycz Łysenko, ukr. Владислав Віталійович Лисенко, ros. Владислав Витальевич Лысенко – Władisław Witaljewicz Łysienko (ur. 12 marca 1995 w Kijowie) – ukraiński hokeista, juniorski reprezentant Rosji.

## Kariera
- Atłanty Mytiszczi (2011-2012)
- Waterloo Black Hawks (2012)
- Sherbrooke Phoenix (2012-2013)
- Val-d’Or Foreurs (2013-2014)
- Charlottetown Islanders (2014)
- Russkie Witiazi Czechow (2014-2015)
- Witiaź Podolsk (2014-2015)
- Sokoł Krasnojarsk (2015-2016)
- Admirał Władywostok (2015)
- HK Sachalin (2016-2017)
- Gorniak Uczały (2017-2018)
- Mołot-Prikamje Perm (2018-2019)
- Tsen Tou Jilin (2019-2020)
- Mietałłurg Żłobin (2020-2021)
- Sokił Kijów (2021)
- HK Mariupol (2021-2022)
- Marma Ciarko STS STS Sanok (2022-2023)
- HC Feltreghiaccio (2023-)

Wychowanek klubu Sokiłu Kijów w rodzinnym mieście na Ukrainie. Karierę rozwijał w Rosji. Był zawodnikiem drużyny Atłanty Mytiszczi w rozgrywkach juniorskich MHL edycji 2011/2012, zaś sezon ten dokończył w amerykańskim zespole  w lidze USHL. Po zakończeniu sezonu w KHL Junior Draft 2012 został wybrany przez klub seniorski Atłant Mytiszczi, a następnie w drafcie do kanadyjskich rozgrywek juniorskich CHL z 2012 został wybrany przez klub Sherbrooke Phoenix. Po tym przez dwa lata grał w lidze QMJHL w ramach CHL, wpierw w Sherbrooke Phoenix, a potem jeszcze w barwach dwóch innych drużyn. W 2014 powrócił do Rosji w sezonie MHL (2014/2015) grał w barwach Russkije Witiazi Czechow. Jednocześnie w barwach klubu nadrzędnego Witiaź Podolsk zadebiutował w seniorskich rozgrywkach KHL 23 grudnia 2014 i łącznie wystąpił w czterech spotkaniach w tej lidze edycji 2014/2015. Następnie został zaangażowany przez klub Sokoł Krasnojarsk z drugiego poziomu rozgrywkowego WHL i w jego barwach zagrał sezon 2015/2016. Równolegle pozostawał w strukturze nadrzędnego klubu Admirał Władywostok (w sezonie KHL (2015/2016) w dniu 30 sierpnia 2015 zagrał jedno spotkanie w jego barwach, a poza tym sześć razy był w składzie meczowym). Latem 2016 przeszedł do HK Sachalin i grał w Azjatyckiej Lidze Hokejowej. Latem 2017 został zaangażowany przez beniaminka w WHL, klub Gorniak Uczały i zagrał dla niego sezon 2017/2018. Rok potem związał się z Mołotem-Prikamje Perm, w barwach którego występował w edycji WHL 2018/2019. W 2019 został zawodnikiem chińskiej drużyny w WHL, Tsen Tou Jilin, w składzie której grał w sezonie WHL 2019/2020. Od września 2020 był graczem Mietałłurga Żłobin w rozgrywkach białoruskiej ekstraligi. W styczniu 2021 przeszedł do macierzystego Sokiłu Kijów. Od lipca 2021 reprezentował HK Mariupol. W lipcu 2022 ogłoszono jego transfer do STS Sanok w Polskiej Hokej Lidze. Po sezonie odszedł z klubu, a we wrześniu 2023 dołączył do włoskiej drużyny HC Feltreghiaccio.
W barwach juniorskich reprezentacji Rosji uczestniczył w turniejach mistrzostw świata juniorów do lat 17 edycji 2012, mistrzostw świata juniorów do lat 18 edycji 2013 oraz w Memoriale Ivana Hlinki w sezonie 2012/2013.

## Sukcesy
Reprezentacyjne
- Złoty medal mistrzostw świata juniorów do lat 17: 2012 z Rosją

Klubowe
- Finał mistrzostw USHL o Clark Cup: 2012 z Waterloo Black Hawks
- Srebrny medal Azjatyckiej Ligi Hokejowej: 2016 z HK Sachalin
- Srebrny medal mistrzostw Ukrainy: 2021 z Sokiłem Kijów